# Johann Dubez
Johann Dubez (* 8. März 1828 in Neulerchenfeld bei Wien; † 27. Oktober 1891 in Währing) war ein österreichischer Komponist und Harfen-, Zither-, Konzertina- und Gitarrenvirtuose.

## Leben
Dubez’ Geburtsort Neulerchenfeld lag damals außerhalb des sogenannten Linienwalls, der Abgabengrenze für Lebensmittel und Gastronomie. Dies begünstigte eine spezifische Gasthauskultur und damit auch ein weitgehend volksmusikalisch geprägtes Musikleben vor den Toren Wiens. Johann Strauss (Vater) und auch die Gebrüder Johann und Josef Schrammel traten im Laufe des 19. Jahrhunderts dort auf.
Wie Dubez zur Musik fand, ist weitgehend ungeklärt. Ab 1840 erhielt er wohl von Johann Kaspar Mertz Gitarrenunterricht. Dubez’ Geschwister, Anna, Peter und Josef, waren ebenfalls Berufsmusiker. Anna Dubez wirkte als Harfenistin im Orchester des großherzoglichen Hofes in Schwerin und wirkte gelegentlich als Zitherspielerin in den Strauß’schen Aufführungen und Tourneen mit. Sie war offensichtlich eine anerkannte Virtuosin, denn Charles Oberthür widmete ihr mindestens ein Werk für Harfe. Josef Dubez war Kapellmeister der Deutschmeister und Gitarrist. Er lebte in den 1870er Jahren in Budapest. Peter Dubez war ebenfalls Harfenist. Er bearbeitete Harfenpartien für Richard Wagner und stand mit Franz Liszt in Kontakt, aus dessen Klavierwerken er ebenfalls Harfenarrangements verfasst. 
Wegen der problematischen wirtschaftlichen Bedingungen in Neulerchenfeld war der junge Johann Dubez gezwungen, seinen Lebensunterhalt schon früh zu verdienen. Ab 1847 war er als Geiger im Orchester des Theaters in der Josefstadt vermerkt. In diese Zeit fällt auch sein erstes Auftreten als Gitarrist. Neben dem Unterrichtsverhältnis zu Mertz ist auch die Beziehung zu Giulio Regondi zu nennen. Dieser konzertierte im Winter 1840/41 in Wien und dürfte dort auch mit Dubez zusammengetroffen sein. Es gibt zahlreiche Indizien, die ein Freundschafts- oder Unterrichtsverhältnis zu Regondi stützen. Wahrscheinlich ist Regondi auch später noch in Wien gewesen und dürfte sich gelegentlich dieser Aufenthalte auch mit Dubez getroffen haben. Bemerkenswert ist die Tatsache, dass Dubez auch die von Regondi gespielte englische Konzertina spielte, ein Instrument, das sonst in Wien nicht vertreten war. Dies kann als eines der deutlichsten Indizien für eine direkte Beziehung zwischen beiden Musikern dienen. Außerdem spielte Dubez möglicherweise in seinen ersten Konzerten Werke von Regondi.
Dubez spielte außerdem intensiv Harfe. Die Harfe befand sich in der zweiten Hälfte des 19. Jahrhunderts in einer ähnlichen Situation wie die Gitarre. Nach dem Tode des berühmten Harfenisten Elias Parish Alvars wirke Dubez als dessen Nachfolger im Dienste der Gräfin Johanna von Esterházy in Hietzing.
In den 1850er Jahren entwickelte sich die Zither in Wien zu einem Modeinstrument. Dubez erkannte die Zeichen der Zeit, die Krise der Gitarre und der Harfe und engagierte sich für die Zither. Nicht nur als Komponist und ausübender Zithervirtuose, sondern ebenfalls als Organisator und Funktionär wirkte er im Ersten Wiener Zither-Club (österreichischer Zitherfachverein) als deren Präsident und half so, der Zither einen festen Platz im städtischen Musikleben Wiens zu verschaffen. Diese Funktion legte er im Jahr 1886 nieder. Die Prager Zithervereinigung nahm ihn als Ehrenmitglied auf.
In den 1870er Jahren leitete Dubez ein von ihm gegründetes Streichquartett. Konzerte sind in der zeitgenössischen Wiener Presse überliefert. Die Konkurrenzsituation in Wien war jedoch für diese Besetzung außerordentlich, in vergleichbarem Rahmen konzertierten etwa zur gleichen Zeit das Hellmesberger-Quartett, das Joachim-Quartett und das von Jean Becker gegründete Florentiner-Quartett, also die besten Quartettverbindungen der Zeit. Nach dem Tod des 2. Geigers Henri Clerc löste sich das Quartett auf, Dubez konzertierte seitdem vor allem auf der Gitarre, der Harfe, der Zither und der Konzertina.
Bemerkenswert ist Dubez’ Tournee 1882 in die Länder des Balkans und in die Türkei. Dort wurde er von Sultan Abdülhamit II. mit dem Orden Mecidiye Nişanı ausgezeichnet. Dies war nicht seine erste ausgedehnte Konzertreise. Schon früher hatte er Skandinavien, die Niederlande und Deutschland bereist. Weitere Konzertreisen führten ihn nach Italien. All diese Konzerttourneen dürften sich aus seinen Verbindungen zu den höchsten Kreisen der Wiener Gesellschaft erklären. Zu seinen Schülern (im weiteren Sinne) gehörten neben der schon genannten Gräfin Esterházy der serbische Fürst Mihailo Obrenović und Mitglieder des Wiener Geldadels, so Anna Ephrussi aus der gleichnamigen Bankiersfamilie und der serbische Regierungsbankier Demeter Theodor Tirka. Dies erklärt, dass Dubez auf der Reise 1882 vor den Mitgliedern der Herrscherhäuser Serbiens, Rumäniens und der Türkei auftrat.
Dubetz wirkte als Gitarrist an der Wiener Hofoper, wo 1888 der Wiener Gitarrenbauer, Gitarrist und Schrammelmusiker Franz Angerer (1851–1924) sein Nachfolger wurde.
Johann Dubez starb am 27. Oktober 1891 in Währing und ist auf dem Wiener Zentralfriedhof begraben.

## Bedeutung
Dubez’ Bedeutung lässt sich aus seinem Wirken auf den verschiedenen Instrumenten erklären. Als Vertreter der Konzertina steht er als singuläre Erscheinung da; die Konzertina, die Dubez spielte, ist mit dem englischen Typus der Wheaton’schen Konzertina identisch.
Sowohl als Gitarrist als auch als Harfenist wirkte Dubez in einer Zeit, in der diese beiden Instrumente von den Entwicklungen des Klaviers überholt wurden. Weder Gitarren- noch Harfenkonzerte sind in der zweiten Hälfte des 19. Jahrhunderts in Wien in größerem Umfang vertreten. Dennoch behauptete sich Dubez mit diesen Instrumenten und hatte so vor allem als Gitarrist eine Verbindungsfunktion zwischen den Blütezeit der Gitarre in Wien (bis etwa 1830) bis zur Neubelebung des Gitarrenspiels um 1900. Seine Gitarrenwerke spiegeln die Einflüsse Regondis und Mertz’ und gehören zu den virtuosesten Werken in der gesamten Literatur. Gleichwohl handelt es sich fast ausschließlich um Musik, die dem Zeitgeschmack Rechnung trägt – es sind meist Opern-Potpourris und Paraphrasen.
In seinen Funktionen als Präsident der Wiener Zithervereinigungen, des 1. Wiener Zither-Clubs und des Wiener Zither-Fachvereins, stand er als Zitherspieler und Komponist in einer herausragenden Position. So war es ihm möglich, Kontakte zum kaiserlichen Hof zu pflegen – die Kaiserin war selbst begeisterte Zitherspielerin – und der Zither in höchsten Kreisen Gehör zu verschaffen.